# Jean-François Martin (illustrateur)
 (janvier 2019).
Pour les articles homonymes, voir Martin.
Ne doit pas être confondu avec Jean-François Martin.
Jean-François Martin est un illustrateur français, né à Paris le 26 juillet 1967.

## Biographie
Jean-François Martin étudie les arts graphiques à Paris au lycée technologique Maximilien-Vox, rue Madame, et à l'École nationale supérieure des arts appliqués. 
Il commence sa carrière comme directeur artistique chez Bayard presse, puis se lance dans l’illustration en travaillant à la fois pour l'édition (Thierry Magnier, Hélium, Albin Michel, Flammarion…), la presse française  (Libération,Télérama, Le Monde, XXI...) et internationale (The New York Times, The New Yorker, The Wall Street Journal...). 
Des marques renommées, comme Berluti, Johnny Walker, Aesop, Pepsi ou Mr PB au Japon et Zedel à Londres, plébiscitent son style intemporel et élégant[non neutre], mélange de dessin, peinture, collages et travail digital. 
Il est lauréat du Bologna Ragazzi Award en Italie, du grand prix American Illustration à New York et du Grand Prix du Musée de l’illustration jeunesse en France. 

## Publications

### Illustrations de livres jeunesse
- 1995 : Gazoline et Grenadine, de Jean-Loup Craipeau, Nathan Jeunesse
- 1996 : Les Animaux du monde, Nathan
- 1996 : Le Zoo, Nathan, star du rock
- 1996 : Les Animaux autour de nous, Nathan
- 1996 : Que mangent les animaux ?, Nathan
- 1996 : Le Puma aux yeux d'émeraude, d'Yves-Marie Clément, Nathan Jeunesse
- 1996 : Barbichu et le détecteur de bêtises, de Arnaud Almeras, Nathan Jeunesse
- 1997 : Miss Monde des sorcières, de Clair Arthur, Nathan Jeunesse
- 1998 : Biglard et Gramulot chez les fourmis roses, de Gilles Barraqué, Nathan
- 1999 : Biglard et Gramulot : La nuit des grandes-oreilles, de Gilles Barraqué, Nathan Jeunesse
- 1999 : À l'abordage, Mamadou courage !, de Jean-Loup Craipeau, Nathan Jeunesse
- 1999 : Parfum de sorcière, de Clair Arthur, Nathan Jeunesse
- 1999 : Vacances piégées pour Chloé, de Brigitte Ventrillon, Hatier
- 1999 : Je veux un lion ! de Clotilde Bernos, Nathan Jeunesse
- 2000 : La Rentrée de la petite sorcière, de Thomas Scotto, Bayard jeunesse
- 2000 : La Jungle, de Marie Aubinais, Nathan
- 2000 : Le Goût et la Cuisine, de Pascal Desjours, Albin Michel
- 2000 : L'Ogre nouveau est arrivé[1], de René Gouichoux, Nathan Jeunesse
- 2000 : Qu'est-ce que c'est que ce cirque !, d'Hubert Ben Kemoun, Flammarion
- 2001 : Un bisou, sorcière !, de Sarah Cohen-Scali, Flammarion
- 2001 : Les Gros Mots de la sorcière, de Clair Arthur, Nathan
- 2002 : Marion la jalouse, de Janine Teisson, Bayard Jeunesse
- 2002 : Vol au musée, d'Yves Pinquily, Éditions Milan
- 2002 : La Nuit des 13 sorcières, de Clair Arthur, Nathan Jeunesse
- 2002 : Tu as perdu ta langue ? de Thomas Scotto, Actes Sud
- 2002 : Le Puma aux yeux d'émeraude, d'Yves-Marie Clément, Nathan Jeunesse
- 2003 : Le Piège de la rose noire, de Michel Amelin, Bayard Jeunesse
- 2003 : Pourquoi j'ai pas les yeux bleus ? d'Anne Vantal, Actes Sud Junior
- 2003 : Le Château des chiens perdus, de Gudule, Livre de Poche Jeunesse
- 2003 : Le Pirate Atouille, de Ann Rocard, Epigones
- 2003 : Pourquoi tu chipotes, Loupiotte ?, de Josiane Strelczyk, Bayard
- 2004 : Lily-Rose et les Mangas, de Lisa Bresner, Actes Sud
- 2004 : Où est le plus petit ? de Pascale de Bourgoing, Calligram
- 2004 : Un ours bien nigaud, de Robert Giraud, Flammarion
- 2004 : En route pour la montagne magique, de Laurence Gillot, Bayard
- 2004 : Questions pour un crapaud, de Jean-Michel Payet, Milan
- 2004 : Le Lycée Dracula, de Douglas Rees, Milan Jeunesse
- 2005 : Histoires à la carte, Tome 4 : La lampe, de Bernard Friot, Milan
- 2005 : Le Cirque, avec Bruno Mallart, Frédérique Bertrand, Gallimard jeunesse
- 2005 : Germaine Chaudeveine : Miss Monde des sorcières, de Clair Arthur, Nathan Jeunesse
- 2005 : Germaine Chaudeveine : Parfum de sorcière, de Clair Arthur, Nathan Jeunesse
- 2006 : Kynut contre la montagne Morse, de Jean-Pierre Courivaud, Bayard Poche
- 2006 : Les Métamorphoses d'Aladin ou comment il fut passé au caviar, d'Héliane Bernard, Georges Frilley, Lucien Laforge, Éditions Michalon
- 2006 : Germaine Chaudeveine : Carnet secret d'une jeune sorcière, de Clair Arthur, Nathan Jeunesse
- 2006 : Germaine Chaudeveine : Mama Délire, sorcière d'Afrique, de Clair Arthur, Nathan Jeunesse
- 2006 : La Dentriste, de Thomas Scotto, Éditions Thierry Magnier (réédition chez Actes Sud junior en 2015)
- 2007 : La Chaussure du géant, de Clair Arthur, Flammarion
- 2007 : Europa, Tome 1 : Dossier Morden, de Béatrice Nicodème et Thierry Lefèvre, Nathan Jeunesse
- 2007 : Gare au carnage, Amédée Petipotage ! de Jean-Loup Craipeau, Nathan Jeunesse
- 2007 : Simon, l'ami de l'ombre, d'Hélène Suzzoni, Bayard jeunesse
- 2007 : Sherlock Heml'os mène l'enquête, de Jim Razzi, Livre de Poche Jeunesse
- 2008 : Y et Z comme... avec Christophe Merlin, Éditions de l'Edune
- 2008 : Germaine Chaudeveine : Morgana Chaudeveine contre les 13 sorcières, de Clair Arthur, Nathan Jeunesse
- 2008 : Le Cadeau de fin d'année, de Susie Morgenstern, Actes Sud Junior
- 2008 : Le Pirate Atouille, de Ann Rocard, Calligram
- 2008 : Le Collège fantôme, de Jean-Philippe Arrou-Vignod, Gallimard-Jeunesse
- 2009 : Le Plus Grand Détective du monde, de Moka, Milan Jeunesse
- 2009 : Marion la jalouse, de Janine Teisson, Bayard Jeunesse
- 2009 : Y'en a marre des cauchemars ! de Marc Cantin, Milan Jeunesse
- 2010 : Le Facteur du ciel, de Claire Clément, Bayard jeunesse
- 2010 : L'Inventeur, Éditions Thierry Magnier
- 2010 : Mortel Chassé-croisé, de Anthony Horowitz, Livre de Poche Jeunesse
- 2012 : Guerre et si ça nous arrivait ?, de Janne Teller, Éditions les Grandes Personnes
- 2012 : Sans papiers, de Rascal, Éditions Escabelle
- 2012 : La Mémoire de l'éléphant, de Sophie Strady, Éditions Hélium
- 2012 : Le Soulier noir, de Françoise Legendre, Éditions Thierry Magnier
- 2013 : L'Autruche, de Suzanne Côté-Martin, Éditions La Pastèque
- 2014 : Cour des miracles, d'Henri Meunier, Éditions du Rouergue
- 2015 : Les Théories de Suzie, d'Éric Chevillard, Éditions Hélium
- 2015 : Le Grand Match, texte de Fred Bernard, Albin Michel Jeunesse
- 2015 : Le Grand et le Petit, texte de Catherine Leblanc, Seuil Jeunesse
- 2016 : A la lettre, un alphabet poétique, de Bernard Friot, Milan
- 2016 : Souvenirs de Marcel au Grand Hôtel, de Sophie Strady, Éditions Hélium
- 2016 : La Guitare dans la vitrine (livre CD), d'Olivier Libaux, Actes Sud Junior
- 2016 : Histoires naturelles, de Jules Renard, Grasset Jeunesse

### Illustrations de recueils de textes, maximes et poèmes
- 1999 : Petites Chansons pour tous les jours, de Sylvie Albert, Nathan Jeunesse
- 2002 : Le Chaplin, l’œil et le mot, Éditions Mango Jeunesse
- 2002 : Mots cachés à deviner, d'Hélène Benait, Actes Sud
- 2003 : Le Tardieu, Éditions Mango Jeunesse
- 2005 : Poèmes de Maurice Carême, Bayard Jeunesse
- 2006 : Le Petit Chaperon rouge, de Grimm, Cle International
- 2006 : Les Plus Belles Berceuses, d'Henri Dès, Gallimard-Jeunesse
- 2008 : Contes de chats, de Jean Muzi, Albin Michel Jeunesse
- 2008 : Les Musiciens de Brême, de Grimm, éditions Tourbillon
- 2008 : Les Refrains de mon enfance : Les années 1950 en chansons, de Marie Saint Dizier, Autrement
- 2009 : Pensées sauvages pour enfants cultivés, de Franck Prévot, Éditions l'Edune
- 2010 : Fables d’Ésope, Milan
- 2016 : 22 Lettres imaginaires d'écrivains bien réels, de Maria Negroni, Éditions Noir sur Blanc
- 2017 : Défense de Prosper Brouillon, de Eric Chevillard, Editions Noir sur Blanc

### Illustrations diverses
- 2003 : C'est de la drogue ! Produits psychoactifs et dépendance, de F. de Guibert et D. Pontégnier, Autrement Junior
- 2005 : L'Appareil, Éditions de la Pastèque (Québec)
- 2008 : Les Refrains de mon enfance : Les années 1950 en chansons, de Marie Saint Dizier, Autrement
- 2008 : Lexicom : Les 3 500 mots du marketing publicitaire, de la communication et des techniques de production, de Alain Millon, Bréal
- 2008 : Lexique du marketing : Les 2200 mots des techniques mercatiques, des stratégies et des relations commerciales, de Nils Prades, Bréal
- 2010 : Les criminels passent à table : 30 recettes vraiment mortelles des méchants de la littérature, de Esterelle Payany, Flammarion
- 2011 : Manifeste hédoniste, de Michel Onfray, Éditions Autrement
- 2012 : Manifeste pour l'égalité, de Lilian Thuram, Éditions Autrement
- 2017 : Drogadictos, ouvrage collectif en espagnol, Éditions Demipage

## Expositions
- 2011 : Fables et autres balivernes, exposition à la Galerie-Boutique La Niche, à Paris
- 2011 : Les Fables d’Ésope, exposition des dessins originaux du livre d'Ésope, dans le cadre des Rencontres Chaland, Nérac
- 2012 : Monsieur Hulot joue les prolongations, exposition collective en hommage au personnage de Jacques Tati, Galerie Petits Papiers, Paris
- 2013 : Des hommes en noir, Galerie Barbier & Mathon, Paris
- 2013 : Exposition collective Le Parfum, Galerie Barbier & Mathon, Paris
- 2013 : 75 ans de Spirou, exposition collective consacrée à Spirou pour les 75 ans de Spirou, Seed Factory, Bruxelles
- 2013-2014 : Hommage à Spirou, exposition collective, Galerie Petits Papiers, Paris
- 2014 : Itinéraires graphiques, exposition collective à la Galerie du Faouedic et exposition personnelle à la médiathèque de Quéven sous la direction artistique de Muzo, Pays de Lorient
- 2014 : Fortuna, exposition collective sur le thème de la loterie, Seed Factory, Bruxelles
- 2014 : Passages, exposition collective de neuf créateurs parmi les plus importants de la littérature jeunesse contemporaine dans le cadre du Salon du livre et de la presse jeunesse de Montreuil, pour les 30 ans du salon, avec Serge Bloch, Quentin Blake, Blexbolex, Carll Cneut, Philippe Corentin, Elzbieta, Wolf Erlbruch et Kveta Pacovska
- 2015 : L'Homme et l'Animal, Espace Champs Libres à Rennes, de janvier à mai
- 2015 : Les Songes du mandrill, exposition dans le cadre du festival Livres à vous, Voiron, du 6 octobre au 29 novembre
- 2017 : Moumification, exposition personnelle, Galerie Barbier & Mathon, Paris, du 20 janvier au 25 février
- 2017 : Feuilleton d'Eric Chevillard, exposition dans le cadre du festival Livres à vous, Voiron, du 24 octobre au 30 novembre